# Liaison (série de televisão)
Liaison (bra: Conexões) é uma série de televisão franco-inglesa criada por Virginie Brac e dirigida por Stephen Hopkins. É protagonizada por Eva Green e Vincent Cassel. É o primeiro programa original da Apple TV+ em francês. Foi lançado em 24 de fevereiro de 2023.

## Elenco
- Vincent Cassel como Gabriel Delage
- Eva Green como Alison Rowdy
- Peter Mullan como Richard Banks
- Gérard Lanvin como  Dumas
- Thierry Frémont como Presidente francês
- Daniel Francis como  Albert Onwori
- Stanislas Merhar como  Didier Taraud
- Patrick Kennedy como Mark Bolton
- Irène Jacob como  Sophie Saint-Roch
- Laëtitia Eïdo como Sabine Louseau
- Eriq Ebouaney como Bob Foret
- Bukky Bakray como  Kim Onwori
- Aziz Dyab como Samir
- Marco Horanieh como  Walid Hamza
- Lyna Dubarry como  Myriam
- Laetitia Clément como  Nathalie
- Olivia Popica como Tenente Hobbs
- Patrick Malahide como Jack Rowdy
- Sophie Reyne como Nanny Elena
- Yan Tual como Mitzia
- Tchéky Karyo como Miller

## Recepção
No Rotten Tomatoes, 46% das 24 resenhas dos críticos foram positivas, com nota média de 5,2/10. O consenso do site diz: "Mais tedioso do que perigoso, Liaison gera alguma faísca do emparelhamento de Vincent Cassel e Eva Green, mas geralmente deixa a desejar como uma adição anêmica ao gênero de espionagem". No Metacritic, que atribui uma nota média ponderada, a série recebeu uma pontuação média de 48 em 100, com base em 13 avaliações, indicando "críticas mistas ou médias".